# فينس نيل
فينس نيل (بالإنجليزية: Vince Neil )‏ (و. 1961  م) هو مغني، وسائق سيارة سباق، وشخصية أعمال، وممثل، وممثل تلفزي، وكاتب أغاني، وممثل أفلام، ومنشد أمريكي، ولد في هوليوود، وهو عضوٌ في موتلي كرو.

## وصلات خارجية
- فينس نيل على موقع IMDb (الإنجليزية)
- فينس نيل على موقع روتن توميتوز (الإنجليزية)
- فينس نيل على موقع ميوزك برينز (الإنجليزية)
- فينس نيل على موقع إن إن دي بي (الإنجليزية)
- فينس نيل على موقع أول ميوزيك (الإنجليزية)
- فينس نيل على موقع ديسكوغز (الإنجليزية)
- فينس نيل على موقع قاعدة بيانات الفيلم (الإنجليزية)

- فينس نيل في قاعدة بيانات الأفلام على الإنترنت